# Antonio Cornazzano

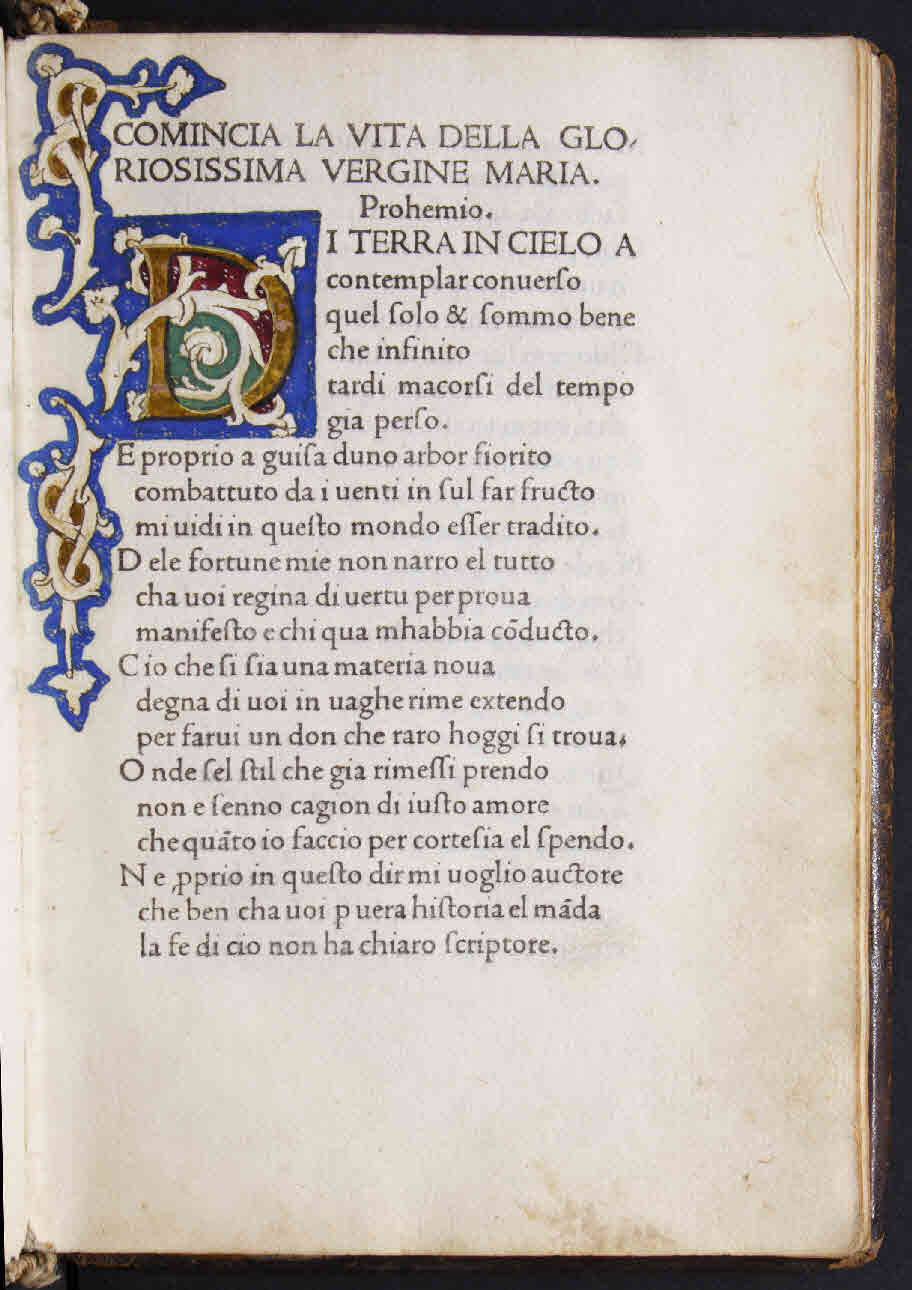
Vita della Vergine Maria (1471)

Antonio Cornazzano (Piacenza vers 1430 - Ferrare 1484) est un poète, danseur et homme politique italien, auteur d'un traité de danse.

## Biographie
Antonio Cornazzano reçoit une éducation humaniste, étudie le droit à l'Université de Sienne, mais préfère se consacrer à la littérature et à la poésie. Il étudie la danse avec Domenico da Piacenza et se retrouve à la cour de Milan après 1454, où il occupe des fonctions politiques et enseigne la danse aux enfants de François Sforza.
Son traité manuscrit Libro dell' arte del danzare comprend des observations théoriques sur la danse italienne du XVe siècle, un inventaire des pas et figures employés, et la description de 8 balletti et 3 basses danses. Écrit en 1455, on n'a conservé de ce traité que la seconde édition de 1465.

## Œuvres
On a de lui un grand nombre d’ouvrages, en latin et en italien, en prose et en vers. Dans ce dernier genre, ses Rime ou poésies lyriques passent pour ce qu’il a fait de mieux ; elles furent imprimées à Venise, même format, 1502, in-8°, et à Milan, 1519. La plupart de ses autres poésies sont écrites en tercets ou terza rima. De ce nombre sont la Vita di Maria Vergine, Venise, 1471, in-8°, et la Vita di Gesù Cristo, ibid. 1472, in-8°, deux poèmes dédiés à Lucrèce Borgia. Les titres de plusieurs sont en latin, quoique les ouvrages soient en italien ; tel est le grand poème de Re militari (ou traité de l’art militaire), divisé en 7 livres, Venise, 1495, in-fol., Florence, Junte, 1520, in-8° ; tels sont encore ces trois poèmes sur l’Art de gouverner, sur les Vicissitudes de la fortune, sur l’Art militaire en général et sur les généraux qui s’y sont le plus distingués, recueillis en un seul volume ; le premier est intitulé : de Modo regendi ; le second, de Motu fortunae, et le troisième, de Integritate rei militaris et qui in re militari imperatores excelluerint, Venise, 1517, in-8°. Il laissa aussi en vers et dans la même mesure une Vie de Pietro Avogadro, qui ne fut imprimée qu’en 1560. Sa Vie de Bartolomeo Colleoni, en prose latine, est imprimée, t. 9 du Thesaur. Antiq. Ital. de Burmann. On a encore de notre auteur un poème latin, en vers élégiaques, intitulé : de proverbiorum Origine. Le recueil Carminum illustrium Poetarum Italorum, Florence, 1721, contient plusieurs autres de ses poésies latines. Quadrio et Tiraboschi citent de lui d’autres ouvrages inédits en vers et en prose, qui sont en manuscrits dans les bibliothèques de Modène, de Florence et de Milan. Il s’essaya aussi dans le genre des nouvelles en prose ; on en publia après la mort un petit recueil sous ce titre : Proverbii di messer Antonio Cornazzano, in facetie, Venise, 1525, in-8°. Ce sont en effet des proverbes dont l’origine est expliquée par des historiettes ou nouvelles. Quoiqu’elles soient revêtues d’un privilège du souverain pontife, daté du mois de juin 1521, 9e et dernière année du pontificat de Léon X, elles sont fort licencieuses. La seconde édition parut en 1525 ; il n’y avait encore que treize proverbes. Dans la troisième édition, Venise, 1526, in-8°, il y en eut trois de plus, avec deux dialogues et le même privilège ; ils furent réimprimés six ou sept fois, toujours à Venise, dans le courant du même siècle. Il y en eut quelques éditions latines, entre autres celles de Milan, 1505, petit in-4°, qui ne contient que dix proverbes ou nouvelles en vers latins. On n’est pas même certain si l’auteur les avait originairement écrits en latin, ou si c’était en italien. Ce qui fait croire que c’était en italien, c’est qu’aucune de ces éditions ne porte qu’ils fussent traduits du latin. Antoine-Augustin Renouard en a donné une, réimprimée avec beaucoup de soin, par Didot l’ainé, Paris, 1812, 1 vol. in-12. qui n’a été tirée qu’à cent exemplaires.